# Nguken
Nguken is een bestuurslaag in het regentschap Bojonegoro van de provincie Oost-Java, Indonesië. Nguken telt 1984 inwoners (volkstelling 2010).